# Долотинське сільське поселення
Долотинське сільське поселення — муніципальне утворення у Красносулинському районі Ростовської області.
Адміністративний центр поселення — хутір Молаканський.
Населення - 2016 осіб (2010 рік).

## Географія
Долотинське сільське поселення розташоване на південний схід від міста Гукове у верхів’ях лівою притоки Кундрючою, річки Гнилуша й її правої притоки Мала Гнилуша.

## Адміністративний устрій
До складу Долотинського сільського поселення входять:
- хутір Молаканський - 694 особи (2010 рік),
- хутір Велике Зверєво - 12 осіб (2010 рік),
- хутір Водин - 21 особа (2010 рік),
- хутір Долотинка - 367 осіб (2010 рік),
- селище Первомайський - 922 особи (2010 рік).